# Venetianske doger
Det følgende er en liste over alle 120 venetianske doger sorteret efter deres regeringstid, som er angivet i parentes.
I over 1.000 år blev byen og senere Republikken Venedig ledet af en doge, en titel som er afledt af det latinske dux – anfører.
Dogerne i Venedig blev valgt for livstid af bystatens aristokrati. Som regel var den udpegede person en af de kløgtigste blandt byens ældste. Den venetianske kombination af kunstfærdig pragt og republikansk (om end aristokratisk) forfatning med omhyggelig udtænkt magtdeling gør Venedig til et lærebogseksempel i konstitutionelt monarki.[kilde mangler] Fra 1300-tallet og fremefter bar dogen den såkaldte corno ducale eller dogehue, som en pendant til pavens hat.
Trods den store magt de fik overdraget, var de venetianske doger tvunget af lovgivningen til at tilbringe resten af deres levetid i Dogepaladset og Markuskirken, undtagen når de måtte rejse af diplomatiske årsager.

## 600-tallet
- Paolo Lucio Anafesto (697–717)

## 700-tallet
- Marcello Tegalliano (717–726)
- Orso Ipato (726–737) myrdet, måske på initiativ af Eutychius, Exark af Ravenna
- Dominicus Leono Abrogatis – kort Interregnum (737–742)[1]
- Teodato Ipato (742–755) afsat, blindet og sendt i eksil
- Galla Lupanio (755–756) afsat, blindet og sendt i eksil
- Domenico Monegario (756–764) afsat, blindet og sendt i eksil
- Maurizio Galbaio (764–787)
- Giovanni Galbaio (787–804) flygtede til Mantua i 803 med sin familie, hvor de formentlig døde

## 800-tallet
- Obelerio Antenoreo (804–811) sendt i eksil, forsøgte at genvinde magten, dræbt og hovedet udstillet på markedet
- Agnello Participazio (811–827) tvunget i eksil i Zara af hans ældste søn Giustiniano
- Giustiniano Participazio (827–829)
- Giovanni 1. Participazio (829–837) arresteret og tildelt tonsur (kronraget som en munk)
- Pietro Tradonico (837–864) snigmyrdet, men i dette tilfælde arresterede hans efterfølger morderne og henrettede dem
- Orso 1. Participazio (864–881)
- Giovanni 2. Participazio (881–887) trådte tilbage af helbredsgrunde
- Pietro 1. Candiano (887–888) dræbt i kamp under invasion af Narentines
- Pietro Tribuno (888–912)

## 900-tallet
- Orso 2. Participazio (912–932)
- Pietro 2. Candiano (932–939)
- Pietro Participazio (939–942)
- Pietro 3. Candiano (942–959)
- Pietro 4. Candiano (959–976) Folket i Venedig låste ham inde paladset sammen med hans søn mens det brændte.
- Pietro 1. Orseolo (976–978) trådte tilbage for at blive en Camaldolese eneboer i Sant Miguel de Cuxa klosteret i Pyrenæerne
- Vitale Candiano (978–979)
- Tribuno Memmo (979–991)
- Pietro 2. Orseolo (991–1009) gav hovedparten af sin formue til de fattige og kirken, og gik i kloster

## 1000-tallet
- Ottone Orseolo (1009–1026) arresteret, skægget raget af og forvist til Konstantinopel på grund af nepotisme. Han var far til kong Peter Orseolo af Ungarn.
- Pietro Barbolano (1026–1032) abdicerede under stærkt pres for at genindsætte Ottone Orseolo
- Domenico Flabanico (1032–1043)
- Domenico Contarini (1043–1071)
- Domenico Selvo (1071–1084) afsat fredeligt til et kloster på grund af nederlag til flåden, døde tre år senere
- Vitale Faliero (1084–1096)
- Vitale 1. Michiel (1096–1102)

## 1100-tallet
- Ordelafo Faliero (1102–1117)
- Domenico Michele (1117–1130)
- Pietro Polani (1130–1148)
- Domenico Morosini (1148–1156)
- Vital II Michele (1156–1172)
- Sebastiano Ziani (1172–1178)
- Orio Mastropiero (1178–1192)
- Enrico Dandolo (1192–1205)

## 1200-tallet
- Pietro Ziani (1205–1229)
- Jacopo Tiepolo (1229–1249)
- Marino Morosini (1249–1252)
- Reniero Zeno (1252–1268)
- Lorenzo Tiepolo (1268–1275)
- Jacopo Contarini (1275–1280)
- Giovanni Dandolo (1280–1289)
- Pietro Gradenigo (1289–1311)

## 1300-tallet
- Marino Zorzi (1311–1312)
- Giovanni Soranzo (1312–1328)
- Francesco Dandolo (1328–1339)
- Bartolomeo Gradenigo (1339–1342)
- Andrea Dandolo (1342–1354)
- Marino Faliero (1354–1355) – dømt for forræderi, henrettet og dømt til damnatio memoriae (evig glemsel)
- Giovanni Gradenigo (1355–1356)
- Giovanni Dolfin (1356–1361)
- Lorenzo Celsi (1361–1365)
- Marco Cornaro (1365–1367)
- Andrea Contarini (1367–1382)
- Michele Morosini (1382–1382)
- Antonio Venier (1382–1400)
- Michele Steno (1400–1413)

## 1400-tallet
- Tommaso Mocenigo (1413–1423)
- Francesco Foscari (1423–1457) – tvunget til at abdicere af Timandsrådet
- Pasquale Malipiero (1457–1462)
- Cristoforo Moro (1462–1471)
- Nicolo Tron (1471–1473)
- Nicolo Marcello (1473–1474)
- Pietro Mocenigo (1474–1476)
- Andrea Vendramin (1476–1478)
- Giovanni Mocenigo (1478–1485)
- Marco Barbarigo (1485–1486)
- Agostino Barbarigo (1486–1501)

## 1500-tallet
- Leonardo Loredan (1501–1521)
- Antonio Grimani (1521–1523)
- Andrea Gritti (1523–1538)
- Pietro Lando (1538–1545)
- Francesco Donato (1545–1553)
- Marcantonio Trivisan (1553–1554)
- Francesco Venier (1554–1556)
- Lorenzo Priuli (1556–1559)
- Girolamo Priuli (1559–1567)
- Pietro Loredan (1567–1570)
- Alvise 1. Mocenigo (1570–1577)
- Sebastiano Venier (1577–1578)
- Nicolò da Ponte (1578–1585)
- Pasqual Cicogna (1585–1595)
- Marino Grimani (1595–1606)

## 1600-tallet
- Leonardo Donato (1606–1612)
- Marcantonio Memmo (1612–1615)
- Giovanni Bembo (1615–1618)
- Nicolò Donato (1618–1618)
- Antonio Priuli (1618–1623)
- Francesco Contarini (1623–1624)
- Giovanni 1. Cornaro (1624–1630)
- Nicolò Contarini (1630–1631)
- Francesco Erizzo (1631–1646)
- Francesco Molin (1646–1655)
- Carlo Contarini (1655–1656)
- Francesco Cornaro (1656–1656)
- Bertuccio Valiero (1656–1658)
- Giovanni Pesaro (1658–1659)
- Domenico 2. Contarini (1659–1674)
- Nicolò Sagredo (1674–1676)
- Alvise Contarini (1676–1683)
- Marcantonio Giustinian (1683–1688)
- Francesco Morosini (1688–1694)
- Silvestro Valiero (1694–1700)
- Alvise 2. Mocenigo (1700–1709)

## 1700-tallet
- Giovanni 2. Cornaro (1709–1722)
- Sebastiano Mocenigo (1722–1732)
- Carlo Ruzzini (1732–1735)
- Alvise Pisani (1735–1741)
- Pietro Grimani (1741–1752)
- Francesco Loredan (1752–1762)
- Marco Foscarini (1762–1763)
- Alvise Giovanni Mocenigo (1763–1779)
- Paolo Renier (1779–1789)
- Ludovico Manin (1789–1797) – tvunget til at abdicere af Napoleon